# یوکی هاتاناکا
یوکی هاتاناکا (ژاپنی: 畠中 佑樹؛ زادهٔ ۲۶ اکتبر ۱۹۹۳) یک بازیکن فوتبال اهل ژاپن است.
از باشگاه‌هایی که در آن بازی کرده‌است می‌توان به باشگاه فوتبال بلاوبلیتز آکیتا و باشگاه فوتبال فوجی‌ئدا اشاره کرد.